# 52-й Северокаролинский пехотный полк
52-й Северокаролинский пехотный полк представлял собой один из пехотных полков армии Конфедерации во время Гражданской войны в США. Полк участвовал в штурме хребта Макферсона под Геттисбергом и в «атаке Пикетта» на 3-й день сражения.

## Формирование
Полк был сформирован в лагере Кэмп-Магнум около Роли 22 апреля 1862 года. Его роты были набраны в округах Кабаррас, Рэндольф, Гейтс, Чован, Стокс, Ричмонд, Уилкс, Линкольн, Стэнли и Форсит. Только в мае полк получил оружие: две роты получили новые винтовки Энфилда, остальные же 8 рот получили гладкоствольные мушкеты.
Его командиром стал выпускник Вирджинской Военной Академии, полковник Джеймс Маршалл. Он возглавлял полк от формирования до своей гибели под Геттисбергом. Подполковником был избран Маркус Паркс, майором — Джон Ричардсон.

## Боевой путь
После формирования полк был включён в бригаду Джеймса Мартина и направлен в округ Ленуар, в тренировочный лагерь, который рядовые назвали «Кэмп-Блэк Джек». Через 10 дней их перевели под Кинстон, а с 16 июня начали привлекать к пикетной службе. 8 июня полк был отправлен по железной дороге в Петерсберг, откуда 14 июля переведён в лагерь под Дрюри-Блафф. 20 августа полк был переведён обратно под Петерсберг, а 26 августа полк был переведён в бригаду Петтигрю. Ноябрь и декабрь полк провёл около Франклина, а 16 декабря отправлен в Голдсборо на усиление бригады Томаса Клингмана. Здесь 17 декабря полк принял участие в сражении при Голдсборо-Бридж, где потерял 8 человек убитыми, 58 ранеными и 13 пропавшими без вести.